# أوبليس أتيراو
مقاطعة أتيراو (بالقازاقية: Атырау облысы)‏ : (أتيراو اوبليسي) (بالروسية: Атырауская область) : (أتيراوايسكاي اوبلاست) هو تقسيم إداري في كازاخستان عاصمته اتييرو. يقع على الحدود مع روسيا. يقع بجانب بحر قزوين.

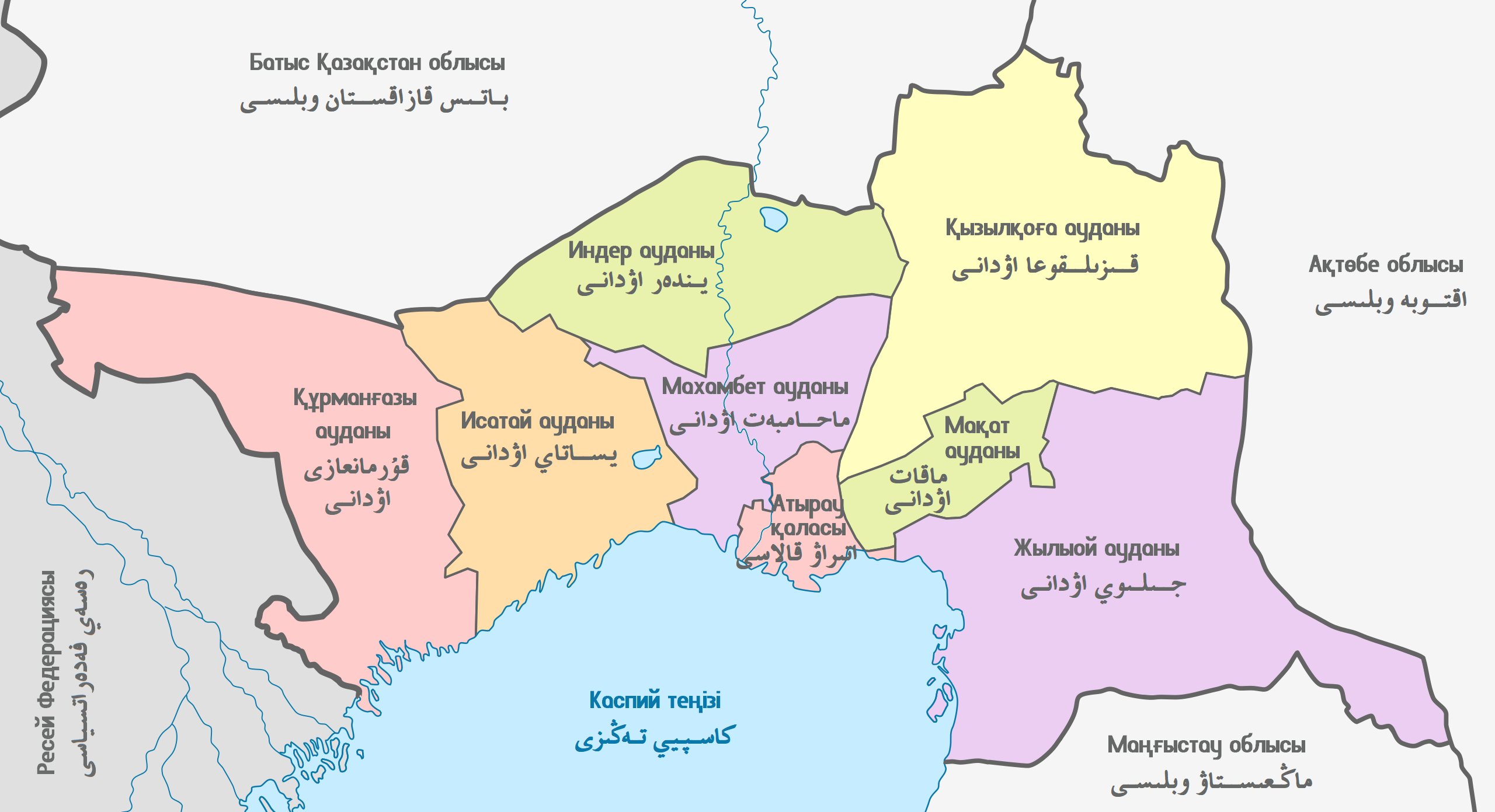